# Kersenpitkever
De kersenpitkever of steenvruchtenbloesemkever (Anthonomus rectirostris) is een keversoort uit de familie snuitkevers (Curculionidae). De larven ontwikkelen zich in steenvruchten, waaronder van de gewone vogelkers en zoete kers.